# 本努县

所在位置

本努县，巴基斯坦开伯尔－普赫图赫瓦省南部的一个县。总面积1,2270平方公里，总人口677,346。县治位于本努。 

## 行政区划
本努县分为1个乡。